# Ichneumon quadrimaculatus
Ichneumon quadrimaculatus là một loài tò vò trong họ Ichneumonidae.